# Everhardus Johannes Potgieter
Everhardus Johannes Potgieter (Zwolle, 27 giugno 1808 – Amsterdam, 3 febbraio 1875) è stato uno scrittore olandese.

## Biografia
Trasferitosi da giovane ad Amsterdam, fu avviato al commercio.
Dopo un soggiorno ad Anversa, dal 1826 al 1830, compì un lungo viaggio in Svezia, da cui nacque il libro Disegni e vedute del Nord, 1836; tornato ad Amsterdam, si impiegò come agente di commercio.
Nel 1837, con Reinier Cornelis Bakhuizen van den Brink (1810-1865), fondò la rivista De Gids ("La guida"), alla cui direzione rimase fino al 1865.
Di deciso orientamento romantico, la rivista propugnava il rinnovamento spirituale del paese, richiamandosi al Seicento, il secolo d'oro della letteratura nei Paesi Bassi, e dominò indiscussa la vita culturale olandese fino al 1860.
Assicuratosi nel 1859 il valido aiuto di Conrad Busken Huet, Potgieter abbandonò la rivista quando il suo collaboratore venne messo in disparte per le sue idee conservatrici.
Il viaggio in Italia, compiuto in occasione delle celebrazioni dantesche del 1865, ispirò a Potgieter l'imponente e artificioso poema Firenze, nel 1868.

## Opere
- Disegni e vedute del Nord, 1836.
- Giovanni, Giovannina e il loro figlio più piccolo, 1842.
- Il Rijksmuseeum ad Amsterdam, 1844.
- Firenze, 1868.
- L'eredità di un gentiluomo di campagna, 1875.